# ناوشکن کلاس ارنست
دیسترویر کلاس ارنست (به انگلیسی: Earnest-class destroyer) یک کلاس از کشتی است که طول آن ۲۱۳ فوت (۶۴٫۹ متر) می‌باشد.